# Плазеница
Плазеница је планина у општини Доњи Вакуф, Босна и Херцеговина. Има надморску висину од 1765 метара.